# Bruchophagus brasiliensis
Bruchophagus brasiliensis is een vliesvleugelig insect uit de familie Eurytomidae. De wetenschappelijke naam is voor het eerst geldig gepubliceerd in 1904 door Ashmead.